# Quiquirimichi

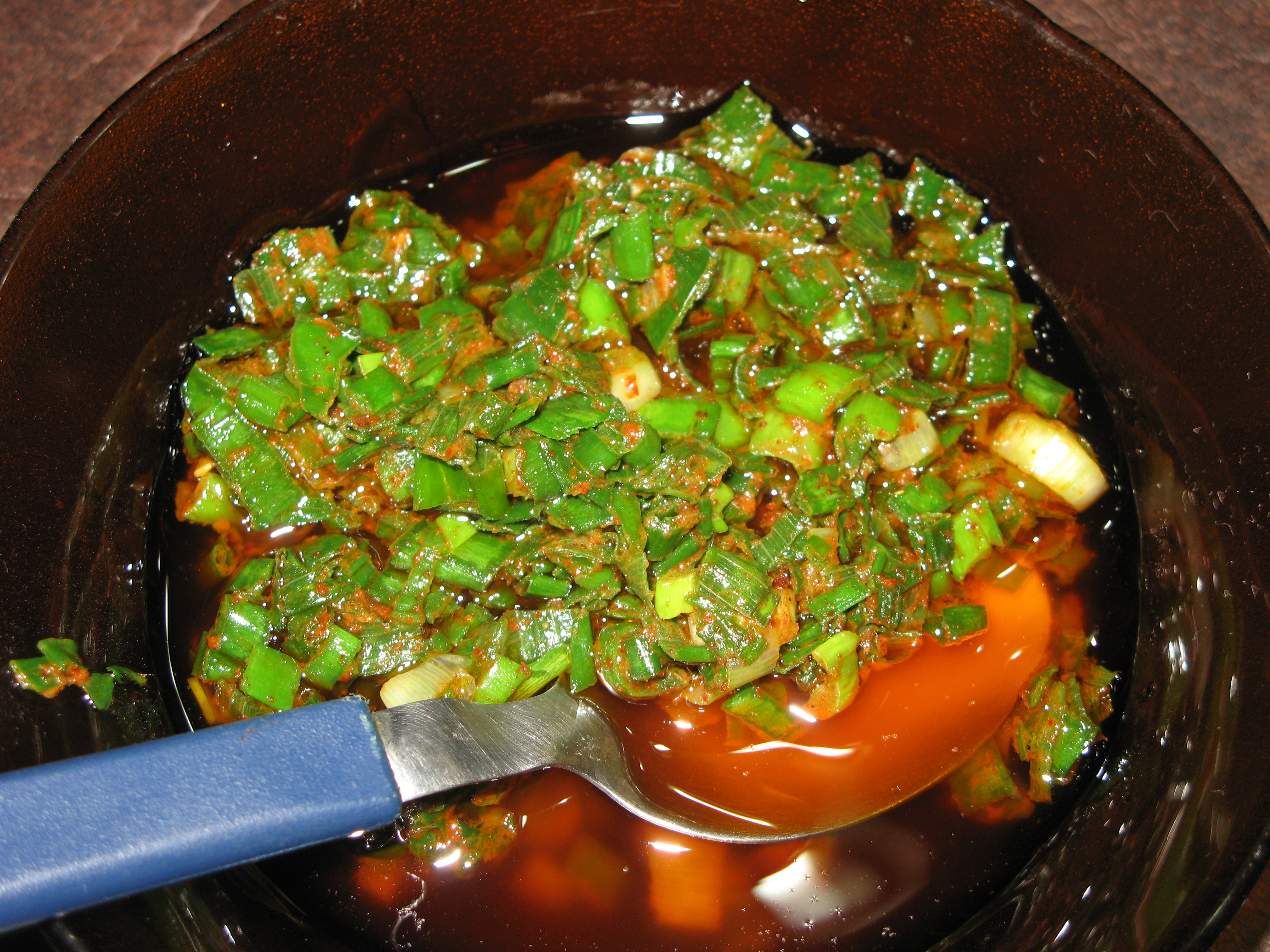
Quiquirimichi.

El quiquirimichi (voz quechua) es una salsa picante preparada a base de aceite (o grasa), ají molido, pimentón, cebolla de verdeo y sal. Se utiliza para aderezar principalmente el locro. Es típica de Bolivia, el norte  de Argentina y norte de Chile.
El locro se sirve típicamente  en un plato hondo o en una cazuela de barro bien caliente. Se ofrece a los comensales, para acompañar, una salsa que se prepara con aceite (o grasa), cebolla de verdeo, ají, pimentón y un poco de comino. En algunos casos lleva también vino tinto y chorizo colorado o longaniza desmenuzada. Todo esto, bien cocinado, se coloca sobre el plato de locro a modo de aliño. 
En Bolivia y el norte argentino se le da el nombre de payuca o quiquimichi. En Argentina es también llamado grasita colorada o fritada (que suele ser casi lo mismo que la salsa freída). En las regiones argentinas de Cuyo y del Noroeste, así como en el centro y norte de Chile, se la suele preparar con más picante.